# Grzegorz Wieczorek (klarnecista)
Grzegorz Wieczorek (ur. 1974) – polski klarnecista i pedagog.

## Życiorys
Absolwent Akademii Muzycznej w Gdańsku (klasa klarnetu prof. Andrzeja Pietrasa, a następnie prof. Marka Schillera; dyplom z wyróżnieniem w 2001). Pedagog Wydziału Instrumentalnego Akademii Muzycznej w Gdańsku, doktor habilitowany. 
Laureat nagród i wyróżnień na konkursach klarnetowych: m.in. wyróżnienia specjalnego w kategorii zespołów kameralnych na III Concurso International de Mucica de Buenos Aires (1998), I nagrody w kategorii zespołów kameralnych i II nagrody w kategorii solistów na III Festiwalu Klarnetowym w Piotrkowie Trybunalskim (1999). Stypendysta Prezydenta Miasta Gdańska (2000).
Pierwszy klarnecista Państwowej Opery Bałtyckiej. Współpracownik Polskiej Filharmonii Kameralnej Wojciecha Rajskiego. Jako solista współpracował z Akademicką Orkiestrą Symfoniczną i Poznańską Orkiestrą Kameralną.